# ویلفرد لوئیزو
ویلفرد لوئیزو (فرانسوی: Wilfrid Loizeau‎؛ زادهٔ ۲۰ مارس ۱۹۸۵) بازیکن فوتبال اهل فرانسه است.
از باشگاه‌هایی که در آن بازی کرده‌است می‌توان به باشگاه فوتبال بلشانی، باشگاه فوتبال پاریس، باشگاه ورزشی الشمال، و باشگاه فوتبال پترولول پلویشت اشاره کرد.
وی همچنین در تیم ملی فوتبال گوادلوپ بازی کرده‌است.